# Walki o Przemyśl w 1918 roku
Walki o Przemyśl w 1918 roku – walki toczone w czasie wojny polsko-ukraińskiej w dniach od 3/4 do 12 listopada 1918 roku o zdobycie Przemyśla.

## Tło wydarzeń
Na wieść o mianowaniu komendantem wojskowym Przemyśla Polaka – gen. Stanisława Puchalskiego i jego przybyciu 29 października, ukraińska grupa spiskowa (podlegająca UHWK) z batalionu zapasowego 9 Pułku Piechoty, liczącego około 600 żołnierzy-Ukraińców, a kwaterującego w Żurawicy – zdecydowała uprzedzić objęcie przez niego dowodzenia i zająć miasto. 30 października 1918 o 6 rano zajęto koszary i internowano żołnierzy pochodzenia nieukraińskiego. Później zajęto Żurawicę i czekano na polecenia od Ukraińskiej Rady Narodowej. Jednak po groźbie gen. Puchalskiego wysłania przeciw zbuntowanym żołnierzom jednostki węgierskiej, przedstawiciele URN zwołali wiec, na którym ogłosili, że pogłoski o upadku Austrii są nieprawdziwe i że należy odwołać bunt. Spiskowcy nie potrafili zatrzymać ukraińskich żołnierzy, którzy po prostu rozeszli się do domów. W wyniku tego 1 listopada nie było już w Żurawicy żołnierzy ukraińskich.
Natomiast w nocy z 31 października na 1 listopada warty polskie obsadziły Przemyśl, a o godzinie 13 przybyła do Przemyśla delegacja Polskiej Komisji Likwidacyjnej (Aleksander Skarbek, Zygmunt Lasocki oraz poseł Władysław Leon Grzędzielski, która nie mogąc przedostać się do Lwowa, zatrzymała się w Przemyślu. Po południu dotarł rozkaz polskiego szefa sztabu z Warszawy – gen. Tadeusza Rozwadowskiego – o mianowaniu gen. Stanisława Puchalskiego dowódcą wszystkich sił polskich w Galicji. Jednak okazało się, że po obrabowaniu magazynów żołnierze austriackich pułków rozeszli się do domów, w wyniku czego pod jego komendą pozostało 28 żołnierzy z 45 pp oraz kilkunastu ochotników.
Wieczorem rozpoczęły się rokowania polsko-ukraińskie, w których ze strony ukraińskiej uczestniczyli przedstawiciele Ukraińskiej Rady Narodowej: Wołodymyr Zahajkewycz, Iwan Żołnir, Andrij Aliśkewycz i Wołodymyr Demczuk, a ze strony polskiej Aleksander Skarbek, Zygmunt Lasocki, adwokaci Leonard Tarnawski, Herman Lieberman, Włodzimierz Błażowski, i Feliks Przyjemski. Generał Puchalski i płk Janda byli obserwatorami.
W wyniku rokowań 2 listopada podpisano ugodę, w której zadeklarowano przekazanie władzy w mieście dziewięcioosobowej mieszanej komisji polsko-żydowsko-ukraińskiej, natomiast porządku pilnować miała mieszana polsko-ukraińsko-żydowska milicja.
W tym samym czasie co rokowania, w ukraińskim Narodnym Domu odbywał się wiec, na którym uchwalono wotum nieufności dla działających władz URN i wybrano nowe - Komitet Dwóch, do którego dokooptowano później porucznika Ukarmę. Właśnie ten Komitet podjął decyzję o opanowaniu miasta.

## Wybuch walk

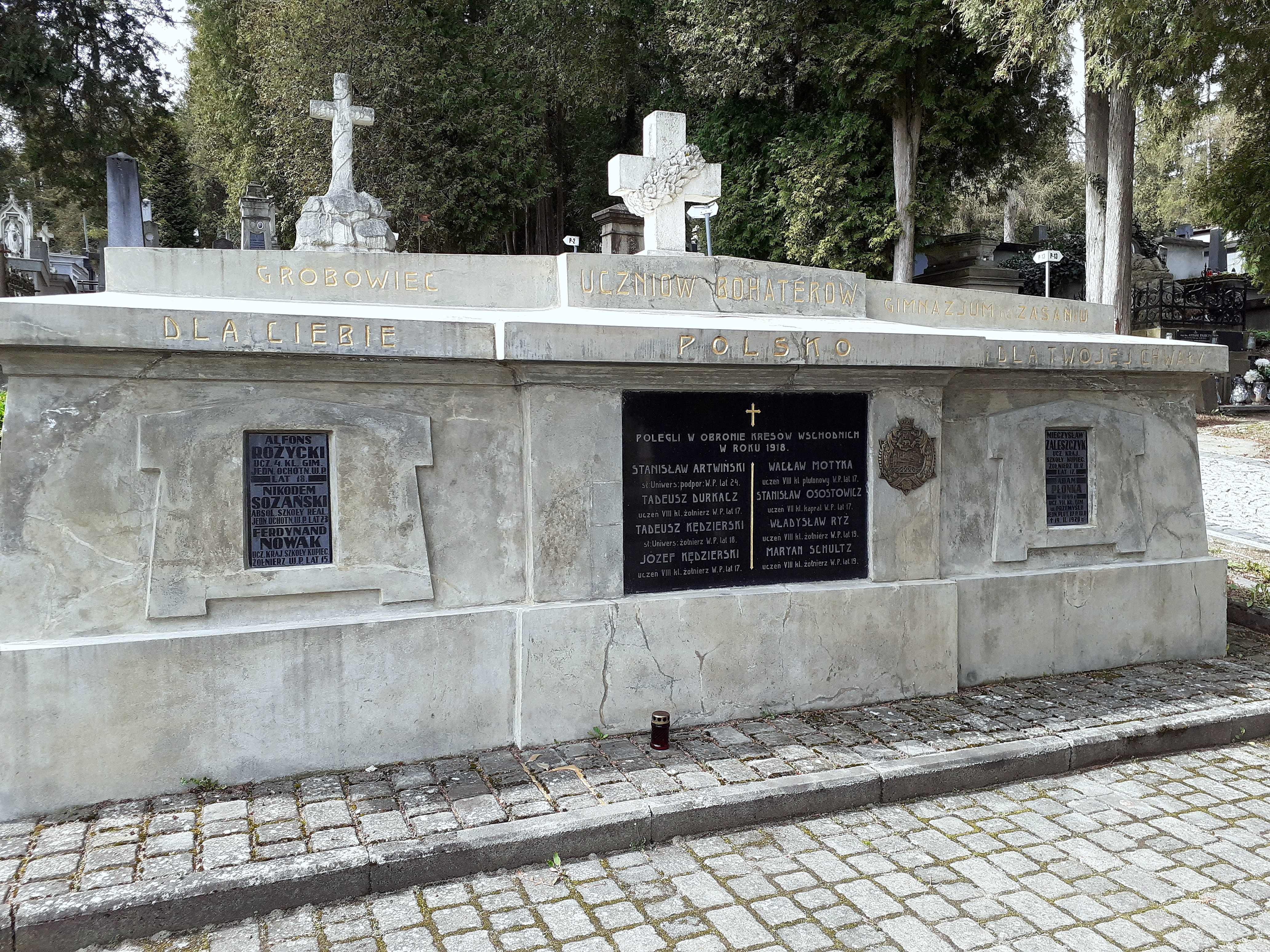
Grobowiec uczniów-bohaterów gimnazjum na Zasaniu (Cmentarz Główny w Przemyślu)

W nocy z 3 na 4 listopada zorganizowane grupy ukraińskich ochotników z podprzemyskich wsi wraz 30-osobowym oddziałem byłych żołnierzy Legionu USS opanowały prawobrzeżną część Przemyśla, internując komendanta miasta – gen. Puchalskiego wraz z grupą kilkunastu oficerów. Nie wykonano jednak rozkazu wysadzenia w powietrze przemyskich mostów, wydanego przez Ukraiński Generalny Komisariat Wojskowy, co zaważyło na dalszym przebiegu całej wojny polsko-ukraińskiej. Według różnych wersji albo sprzeciwił się temu przewodniczący URN w Przemyślu dr Teofil Kormosz albo też saperzy wysłani po ładunki i lonty do Radymna, po prostu zdezerterowali. Jedyną siłą mogącą zagrozić Ukraińcom w tym czasie była milicja żydowska (ponad 400 osób), ale zneutralizowano ją, rozpuszczając wieści o planowanym pogromie.
Generał Puchalski nie wiedząc, że na lewym brzegu Sanu (Zasaniu) Polacy organizują opór pod dowództwem księdza Józefa Panasia, wydał wojskom polskim rozkaz przerwania walk i wycofania się z miasta. Jednak walczące na Zasaniu polskie grupy nie usłuchały rozkazu, zajmując całe Zasanie. 4 listopada zawarto rozejm, ustalając jako linię demarkacyjną nurt Sanu. W rozejmie Ukraińcy zobowiązali się do wydania Polakom zapasów żywności z austro-węgierskich magazynów oraz zwolnili gen. Puchalskiego wraz z oficerami.
9 listopada wyruszyła pociągiem z Krakowa do Przemyśla grupa „San” (400 żołnierzy i 4 działa), dowodzona przez majora Juliana Stachiewicza, która miała być strażą przednią odsieczy dla Lwowa, organizowanej przez generała Bolesława Roję. 10 listopada rano, poprzedzana pociągiem pancernym, dotarła do Żurawicy, a następnie pieszo na Zasanie. Dowództwo polskie wystosowało ultimatum, żądające bezwarunkowego oddania Przemyśla, które zostało odrzucone przez Ukraińców.

## Przebieg walk

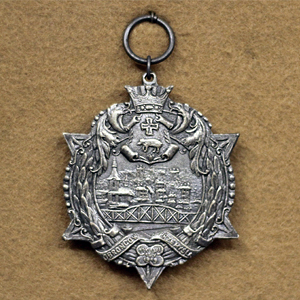
Gwiazda Przemyśla

11 listopada o godzinie 12 Polacy rozpoczęli ostrzeliwanie prawobrzeżnej części Przemyśla z dział. W tym samym czasie Ukraińcy puścili przez stojący most kolejowy (nie wysadzenie mostów było z ich strony poważnym błędem) dwie puste lokomotywy, w celu zablokowania torów. Lokomotywa jadąca po torze, na którym stał polski pociąg pancerny, wykoleiła się, zanim dotarła do celu, dlatego też pociąg mógł być użyty do ataku.
Równocześnie z rozpoczęciem ostrzału artyleryjskiego wojska polskie ruszyły do ataku. Przez most kolejowy atakował pociąg pancerny, kładką dla pieszych grupa por. Zajączkowskiego, przez most drogowy grupa kpt. Henryka Krok-Paszkowskiego, natomiast dwa plutony jazdy chorążego Tatary brodem przez San i w kierunku Kruhela Wielkiego.
Do wieczora wojska polskie zdobyły dworzec główny oraz stare miasto po Rynek, ul. Franciszkańską i Mickiewicza i umocniły się na zdobytych pozycjach. W nocy wybuchły w dzielnicy żydowskiej, znajdującej się w części Przemyśla zdobytej przez wojsko polskie, zamieszki związane z rabowaniem sklepów i mieszkań.
Do godziny 10.00 12 listopada walki wygasły, ponieważ siły ukraińskie wycofały się w kierunku Chyrowa. Straty po stronie polskiej i ukraińskiej były podobne, wyniosły po około 10 zabitych i 50 rannych.
Z powodu epidemii grypy hiszpanki, jak i szczupłości sił, wojska polskie wyruszyły z odsieczą Lwowa dopiero 19 listopada 1918.
Na początku grudnia 1918 roku oddziały ukraińskie ponownie zagroziły Przemyślowi, zajmując wzgórza między Nehrybką i Hermanowicami. Ostrzeliwały stamtąd miasto. 11 grudnia oddziały polskie gen. Zygmunta Zielińskiego rozpoczęły kontruderzenie, zmuszając Ukraińców do wycofania się na linię Fredropol – Kormanice.  W dniach 11-16 grudnia Polacy zdobyli po krwawych walkach Niżankowice, a 17 grudnia zajęli Dobromil. Straty po oby stronach były znaczne. Pod Niżankowicami zginęło m.in. 9 polskich gimnazjalistów z Przemyśla, zwanych "Orlętami Przemyskimi", oraz Irena Benschówna, sanitariuszka, która nie tylko opatrywała rannych, ale i brała czynny udział w walkach.

## Pogrom
W dniach 11 – 14 listopada 1918 roku doszło do pogromu żydowskiej społeczności Przemyśla. Ochroną żydowskiego mienia w Przemyślu zajmowała się uzbrojona milicja, tolerowana przez siły ukraińskie, oficjalnie zajmując neutralną pozycje względem walczących ze sobą o kontrolę nad miastem sił polskich i ukraińskich. Polskie wojsko uwięziło 45 członków milicji wraz z około 300 żydowskimi cywilami. Wszyscy przetrzymywani byli przez trzy dni, bez dostępu do jedzenia i wody. W tym samym czasie polscy bojownicy, wraz z cywilami rozpoczęli grabienie żydowskiej własności. W trakcie pogromu zniszczono synagogę wraz z jej wyposażeniem. Israel Cohen, jeden z syjonistycznych działaczy, wymienia piętnaście ofiar śmiertelnych przemyskiego pogromu. Ukazująca się w mieści gazeta Ziemia Przemyska potępiła pogrom z jednej strony, z drugiej jednak uznała, iż przemyscy Żydzi sami są sobie winni. Obwiniając ich o spekulacje żywnością, cenami, wspieranie Ukraińców a wcześniej Austriaków.  
Przed wysłaniem swoich wojsk do Lwowa, Michał Tokarzewski zażądał od żydowskiej społeczności Przemyśla okupu w wysokości 3 milionów koron za jej rzekomą współpracę z Ukraińcami podczas walk o Przemyśl. Żądaniu Tokarzewskiego stanowczo sprzeciwiła się zarządzająca miastem Polska Rada Narodowa, uznając Żydów za niewinnych zarzucanej im współpracy. Jej zdanie podzieliła Polska Komisja Likwidacyjna wetując szantaż. Równolegle sprzeciwiając się oskarżaniu polskiego wojska o udział w grabieżach w Przemyślu.

## Upamiętnienia
- Gwiazda Przemyśla – odznaczenie ustanowione w 1919 r. i przyznawane za udział w walkach o Przemyśl[4].
- Pomnik Orląt Przemyskich w Przemyślu – wzniesiony w 1938 r., zniszczony w 1940 r., odbudowany w 1994 r[5].
- Most im. Orląt Przemyskich w Przemyślu – imię otrzymał w 1994 r.
- Tablica pamiątkowa, odsłonięta w 2018 r. na budynku Przemyskiej Agencji Rozwoju Regionalnego (dawnego liceum) przy ul. ks. Piotra Skargi w Przemyślu[6].
- Patriotyczny mural Orląt Przemyskich, odsłonięty w 2000 r. na ścianie jednego z budynków 5 Batalionu Strzelców Podhalańskich przy ul. 29 Listopada w Przemyślu[7].

- Pierwsza stacja Kresowej Drogi Krzyżowej w Radwanowicach, wzniesiona w 2021 r., dedykowana Orlętom Lwowskim i Przemyskim[8].
- Hufiec ZHP Ziemi Przemyskiej otrzymał imię Orląt Przemyskich[9].
- Doroczny Marsz Orląt Lwowskich i Przemyskich w Przemyślu[10].